# Доброучићи
Доброучићи су насељено мјесто у општини Рогатица, Република Српска, БиХ. Према попису становништва из 1991. у насељу је живјело 52 становника.

## Становништво
| Демографија (Доброушчићи) | Демографија (Доброушчићи) | Демографија (Доброушчићи) |
| Година                    | Становника                | Становника                |
| ------------------------- | ------------------------- | ------------------------- |
| 1991.                     | 52                        |                           |